# Maksym Yevhenovych Levin
Maksym Yevhenovych Levin (tiếng Ukraina: Максим Євгенович Левін, đã Latinh hoá: Maksym Yevhenovych Levin; 7 tháng 7 năm 1981 - k. 13 tháng 3 năm 2022) là nhiếp ảnh gia người Ukraina. Năm 2006, ông là phóng viên cho trang LB.ua, tờ Reuters cùng nhiều hãng thông tấn khác. Ông là người cung cấp hình ảnh cho các tổ chức nhân đạo quốc tế bao gồm Quỹ Nhi đồng Liên Hợp Quốc (UNICEF) và Tổ chức Y tế Thế giới (WHO).
Trong một nhiệm vụ ghi lại cuộc xâm lược Nga vào Ukraina ở tỉnh Kyiv, Levin bị lính Nga giam giữ, thẩm vấn. Ông được cho là bị lính Nga tra tấn và hành quyết. Một người bạn tên là Oleksiy Chernyshov đi cùng ông, được cho là đã bị thiêu sống.

## Cuộc đời và sự nghiệp
Levin sinh ngày 7 tháng 7 năm 1981 tại Boyarka, tỉnh Kyiv. Thời thiếu niên, ông đã có ý định theo đuổi nghề nhiếp ảnh gia, do đó ông tham gia câu lạc bộ nhiếp ảnh khi còn là học sinh. Ban đầu ông theo học ngành kỹ sư hệ thống máy tính như cha ông định hướng. Ông tốt nghiệp Học viện Bách khoa Igor Sikorsky Kyiv và làm kỹ sư hệ thống.
Levin bắt đầu làm phóng viên chụp ảnh vào năm 2006. Ông từng là nhân viên chụp ảnh cho trang LB.ua và hợp tác với hãng Reuters và một số trang thông tấn như Associated Press, BBC, Hromadske và TRT World. Những bức ảnh của ông xuất hiện trên các trang báo, trang tạp chí Elle, Korrespondent.net, Radio Bulgaria, Đài Châu Âu Tự do/Đài Tự do, The Moscow Times, The Wall Street Journal, Time, Ukraine Crisis Media Center, Vatican News, và World News Media, và hãng thông tấn khác. Ông cũng chụp ảnh và thực hiện nhiều dự án video cho các tổ chức nhân đạo như là HealthRight International, Quỹ Dân số Liên Hợp Quốc (UNFPA), Tổ chức An ninh và Hợp tác Châu Âu (OSCE), Quỹ Nhi đồng Liên Hợp Quốc (UNICEF), Liên hợp quốc (UN), Phụ nữ Liên Hợp Quốc (UN Women) và Tổ chức Y tế Thế giới (WHO).
Ông có mặt và đưa tin trong một số trận chiến thuộc Chiến tranh Nga-Ukraina năm 2014. Ông bị quân Nga bao vây trong Trận Ilovaisk, những đã trốn thoát thành công. Sau sư kiện này, ông được Tổng thống Petro Oleksiyovych Poroshenko trao Huân chương "For Merits" hạng III.
Ông là tác giả của dự án phim tài liệu về quân đội "Afterilovaisk" và dự án về tình cha con "Fathers Club" (Dịch nghĩa: Câu lạc bộ các ông bố).
Trong cuộc xâm lược Nga vào Ukraina, một trong những bức ảnh của ông chụp về các tòa nhà bị phá hủy ở Kyiv, đã xuất hiện trên trang bìa ấn bản tháng 3 năm 2022 của tạp chí Der Spiegel của Đức.
Gia đình Levin có bốn con trai.

### Qua đời
Levin được cho là mất tích vào ngày 13 tháng 3 năm 2022, khi cùng với Oleksiy Chernyshov thực hiện công tác chụp ảnh hiện trường hành động xâm lược của Nga gần Huta-Mezhyhirska ở tỉnh Kyiv. Ngày hôm đó, họ đã mất kết nối. Ngày 1 tháng 4 năm 2022, thi thể của ông được tìm thấy gần ngôi làng. Theo Văn phòng Tổng công tố Ukraina, ông đã bị quân nhân Nga hành quyết bằng cách bắn hai phát súng mặc dù ông không mang vũ khí và vẫn đang mặc áo khoác đánh dấu là phóng viên chiến trường. Theo báo cáo của Phóng viên không biên giới, ông đã bị lính Nga giết, có thể là sau khi bị thẩm vấn và tra tấn. Người bạn đi cùng Levin vào thời điểm đó, Oleksiy Chernyshov, được cho là đã bị lính Nga thiêu sống.
Maksym Yevhenovych Levin, Báo Ukrinform, 2 tháng 4 năm 2022.
Levin được truy tặng Huân chương Dũng cảm (Орден «За мужність»).
Lễ tang được tổ chức tại Nhà thờ Thánh Michael ở Kyiv. Người đứng đầu Giáo hội Chính thống giáo Ukraina, Tổng giám mục Epiphaniy, phát biểu rằng Levin là "một trong những nhiếp ảnh gia giỏi nhất của Ukraina thời hiện đại", người "tận hiến cho chân lý". Lễ tang được tổ chức tại nghĩa trang mới tọa lạc ở Boyarka.
Tổng Giám đốc UNESCO Audrey Azoulay lên án vụ sát hại Maksym Yevhenovych Levin trong một thông cáo báo chí đăng ngày 3 tháng 4 năm 2022. Theo giám sát toàn cầu về an toàn nhà báo của Đài quan sát Nhà báo thiệt mạng (Observatory of Killed journalist), Levin là nhà báo thứ 6 gặp nạn ở Ukraina vào năm 2022.

## Triển lãm ảnh

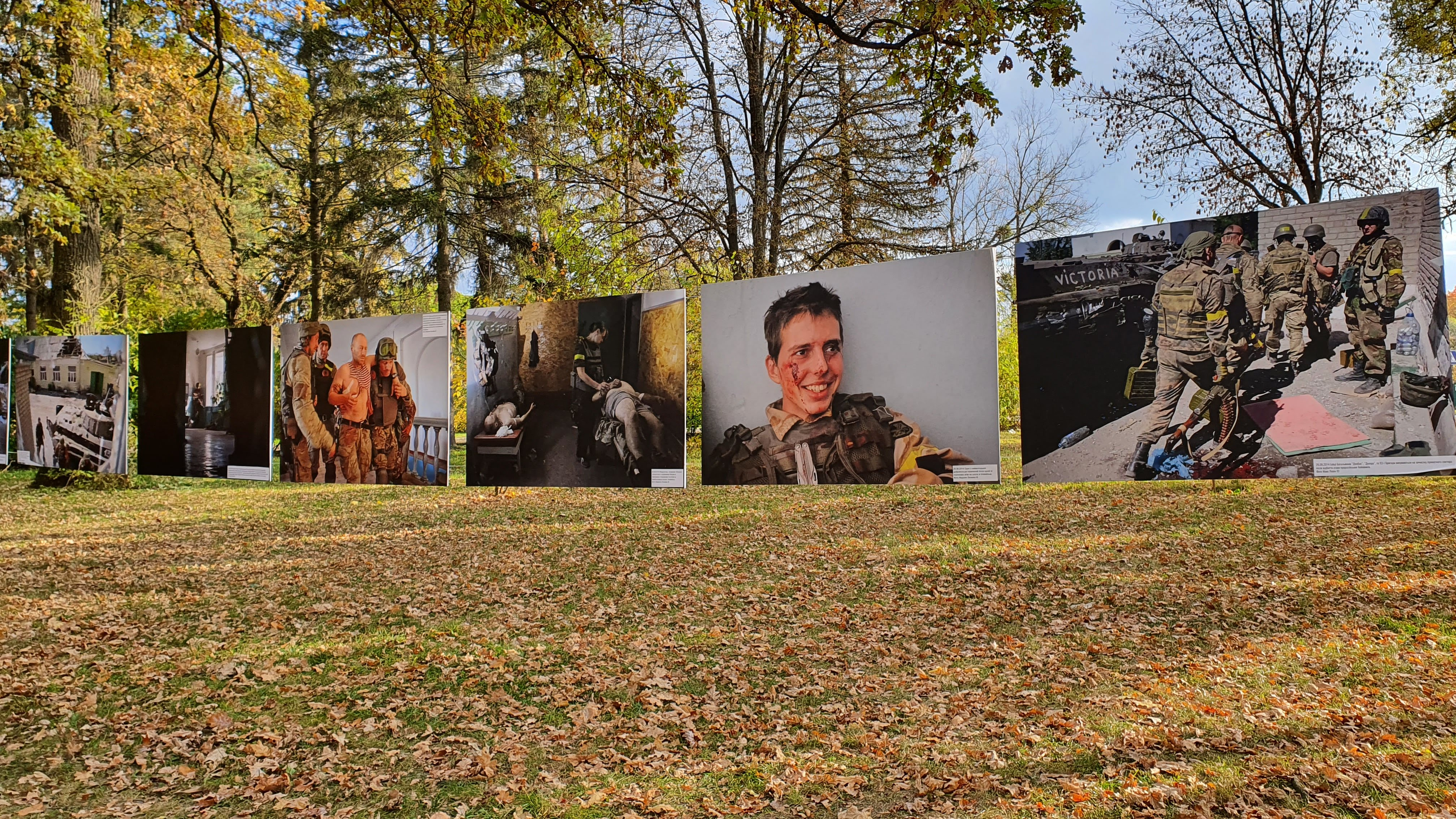
Những bức ảnh của Levin được trưng bày ở Boyarka là một phần của dự án "After Ilovaisk" (Tạm dịch: Sau trận Ilovaisk)

Dưới đây là một số triển lãm của Levin:
- Maydan: Yếu tố con người (tên tiếng Anh: Maydan: Human Factor)
- Ukraina 24. Chiến tranh & Hòa bình, Los Angeles (tên tiếng Anh: Ukraine 24. War&Peace)
- Khu vực xung đột: Ukraina, Chicago (tên tiếng Anh: Conflict Zone: Ukraine)
- Chiến tranh và hòa bình Donbas, Nghị viện châu Âu, Brussels (tên tiếng Anh: Donbas War and Peace)
- Donbas: Chiến tranh và Hòa bình, Praha (tên tiếng Anh: Donbas: War and Peace)
- Triển lãm ảnh về Trận Ilovaisk, Kyiv